# 빅데이터 마케팅
빅 데이터 마케팅은 마이크로 마케팅(Micro marketing)으로서 빅 데이터를 통해 고객의 소비패턴과 선호도, 정보 등을 분석하여, 구매할 가능성이 높은 고객에게 맞춤형 혜택을 제공하는 것을 말한다. 단순히 유형의 상품에 한정된 것이 아니라 최근에는 금융, 유통, 의료, 통신, 보험 분야와 같은 무형의 서비스를 제공하는 형태로까지 확대되고 있으며, 상품만이 아닌 유권자의 정치적 성향, 선호 공약, 관심분야 등을 분석하여 선거에 이용하는 형태도 존재한다. 국내 빅데이터 시장은 연평균 27.9% 성장해 2020년에는 약 9억 달러에 이를 것으로 전망되었다.

## 요소
한국정보화진흥원에서 2012년 발간한 《IT & Future Strategy》보고서에서는 빅데이터를 기업 및 기관의 전략 수립을 위한 도구로 사용하기 위해서는 다음과 같은 3대 요소를 중심으로 전략을 구성해야 한다고 제안하였다.
1. 자원: 내부 혹은 외부적으로 활용 가능한 빅데이터를 발견하고 이를 확보할 수 있는 전략 수립이 필요
2. 기술: 빅데이터를 혁신 전략으로 활용할 수 있도록 빅데이터 플랫폼, 분석 프로세스 및 신기술에 대한 이해가 필요
3. 인력: 내부적으로 데이터 분석자의 역량을 키우는 동시에 외부 인력 사용을 위한 협력 전략 수립이 필요

## 사례
코카콜라는 시스모스(Sysomos)의 서비스를 이용해 세계 각국의 트위터 이용자들이 올리는 자료의 정보를 분석, 평가하여 실시간으로 대응하고 있다.

오바마는 2008년 미국 대선에서 다양한 유권자 데이터베이스를 관리할 수 있는 보트빌더 시스템을 이용해 유권자의 성향분석과 미결정 유권자의 의사를 예측하였다. 또한 SNS를 이용 유권자의 유동(流動)을 면밀히 분석하여, 실시간으로 대응 할 수 있도록 함으로써 직접적인 소통이 가능한 전략을 이용해, 대선에서 승리하였다.
현대자동차에서는 더아이엠씨의 자동화된 텍스트마이닝 서비스를 이용해 언어별 소비자 평가 데이터를 수집, 분석, 평가하여 개선 방향을 설정해 대응하고 있다.

## 비판
빅데이터를 이용한 다양한 기술들이 보편화 되면서, 개인정보, 신용정보, 사생활 노출 등의 문제가 발생되고 있다. 또한 이러한 유출된 빅데이터를 이용해 인간을 통제하고 감시하는 사회로 진입할 것이라는 '빅브라더 사회의 도래'를 우려하는 시각도 존재한다. 일례로 2013년 미국 국가안보국(NSA)의 개인기록 무차별 수집, 분석 사건은 이러한 주장을 뒷받침하는 사례이다.

EU에서는 '잊힐 권리(Right to be forgotten)법안을 발의한바 있으며, 온라인상에서 생성한 정보는 생성 주체(사용자)가 소유권을 가져야 한다는 원칙을 고수하고 있다. 여러 각국의 개인정보의 보호를 위한 법안, 가치와 빅데이터 마케팅을 이용하는 기업 사이에 첨예한 대립이 존재한다. 뿐만 아니라 방송통신위원회와 한국인터넷진흥원의 ‘2012년 정보보호 실태조사’를 보면, 국내 기업의 73.3%는 정보보호 투자를 전혀 하지 않는 것으로 나타났다. 이러한 '보안'에 대한 안일한 태도는 빅데이터 마케팅에 장애물이 되고 있다.